# Martinikirche (Magdeburg)
Die Martinikirche war eine Kirche in Neustadt bei Magdeburg. Sie war dem Heiligen Martin von Tours geweiht.
Bereits um 1300 bestand diese, im Volksmund auch Märtenskirche genannte, Pfarrkirche. Der Bau war erforderlich geworden, als Erzbischof Wilbrand in der Mitte des 13. Jahrhunderts eine neue Stadtmauer Magdeburgs in Höhe des Krökentors in Richtung Elbe bauen ließ. Das Gebiet nördlich der Stadtmauer gehörte ursprünglich zum Sprengel der Sankt-Jakobi-Kirche Magdeburg, sollte nun jedoch zur Neustadt und der dortigen Kirche St. Nicolai zugeordnet werden. Die sich hiergegen wehrenden Einwohner des Gebiets erhielten daher ihre eigene Kirche.
Die Kirche soll dann zum Dorf Frohse gehört haben, welches sich nördlich der Magdeburger Altstadt an der Elbe befand, jedoch 1373 mit Neustadt vereinigt wurde.
Das Kirchengebäude befand sich in der Nähe der Elbe in direkter Nachbarschaft zum Agnetenkloster. Später erfolgte eine Vereinigung mit dem Kloster. Die Kirche bestand ungefähr bis 1550. Die Bedeutung für Neustadt dürfte nur gering gewesen sein, da sich nur wenige Quellen für die Kirche finden lassen.
Noch später wurde der Bereich südlich des Klosters als Martini- oder Märtenskirchof bezeichnet. Bis 1811 diente ein Teil des alten Kirchhofs noch als Begräbnisstätte.
1812 wurde von den französischen Besatzungstruppen der größte Teil der Alten Neustadt sowie das Agnetenkloster abgerissen, um Festungsanlagen für die Festung Magdeburg zu errichten. Bei den Bauarbeiten für die Festungsanlagen fand man die Grundmauern und Säulenfundamente der ehemaligen Martinikirche.
Ab 1898 entstand an anderer Stelle in der Alten Neustadt die evangelische Martinskirche, die in gewissem Sinne die Namenstradition wieder aufnahm, auch wenn sie dann nicht Martin von Tours, sondern Martin Luther gewidmet war.